# Monastyryska
Monastyryska (ucraniano: Монастири́ська, antiguamente Монастирище Monastyryshche; polaco: Monasterzyska; yidis: מאָנעסטרישטש Monastrishtch) es una ciudad de Ucrania, perteneciente al raión de Chortkiv en la óblast de Ternópil.
En 2021, la ciudad tenía una población de 5492 habitantes. Desde 2020 es sede de un municipio con una población total de casi veinte mil habitantes, que incluye treinta y nueve pueblos como pedanías.
Se ubica a orillas del río Koropets, unos 10 km al oeste de Búchach, sobre la carretera H18 que lleva a Ivano-Frankivsk. Al norte de la ciudad sale la carretera T2004, que lleva a Pidhaitsi.

## Historia
Se conoce la existencia de la localidad en documentos desde 1433, y en 1454 ya aparece como una ciudad en la que regía el Derecho de Magdeburgo. Originalmente pertenecía a la familia noble Jazłowieccy, hasta que en 1469 pasó a pertenecer a los Koła. En 1490 fue ocupada por las tropas de Petro Muja. En el siglo XVI, la ciudad pasó a manos de la familia noble Sienieńscy, que construyó una fortificación en la salida hacia Búchach, y consiguió que en 1552 Segismundo II Augusto Jagellón le otorgara el derecho a organizar un mercado semanal los viernes y ferias anuales.
Los tártaros lograron entrar en la ciudad y arrasarla en 1578, por lo que en 1600 se reforzó notablemente la fortificación; sin embargo, en 1621 los tártaros volvieron y destruyeron el castillo. Un ejército de cosacos derrotó en 1629 en Monastyryska a una horda de tártaros que venía de saquear Burshtýn. En 1630 fue definitivamente adquirido por la familia noble Potocki, que reconstruyó el castillo como un palacio. En 1653, las tropas cosacas de Iván Bohún lograron herir en combate a Esteban Czarniecki, que se estaba dedicando a saquear la zona en venganza por la rebelión de Jmelnitski.
En la partición de 1772 se integró en el Imperio Habsburgo, que inicialmente le dio el estatus de capital distrital en el reino de Galitzia y Lodomeria; sin embargo, el distrito fue rápidamente suprimido, pasando a depender en 1804 de Stanysláviv y en 1867 de Búchach. Al principio siguió perteneciendo a los Potocki, pero con el tiempo fue adquirida por el noble italiano Carlo Baco, que construyó una fábrica de cigarrillos y otra de papel. En 1884 se abrió aquí una estación de ferrocarril de la línea de Stanysláviv a Yarmólyntsi. En 1903, casi toda la ciudad fue destruida en un incendio, y su reconstrucción comenzó en 1906 con un aserradero y una fábrica de ladrillos.
En la Segunda República Polaca, la nueva ciudad reconstruida estaba habitada por unos mil setecientos polacos, unos mil trescientos judíos y solamente unos cuatrocientos ucranianos. En la Segunda Guerra Mundial, los invasores alemanes bombardearon la ciudad en 1944, tras haber sido recuperada por la RSS de Ucrania. La ciudad, que tuvo que ser otra vez reconstruida, fue repoblada por lemkos en el contexto de la Operación Vístula. Hasta 2020 fue la capital de su propio raión.